# Accademia Olimpica Nazionale Italiana
L'Accademia Olimpica Nazionale Italiana (AONI) è l'organismo italiano, nato in seno al CONI, che si occupa di diffondere la cultura sportiva attraverso l'applicazione della pedagogia teorizzata da Pierre de Coubertin (fondatore del Movimento olimpico internazionale e del Comitato Olimpico Internazionale, il C.I.O). L'AONI è nata nel 1987 su iniziativa dell'allora Segretario Generale del C.O.N.I. Mario Pescante, con l'intenzione di diffondere tra i giovani i valori originari dell'Olimpismo, nella loro storia e nella attualità, tramite occasioni di ricerca, di riflessione, di confronto: l'Accademia Olimpica Italiana organizza ogni anno, con la partecipazione degli studenti delle Facoltà Universitarie e dei Corsi di Laurea in Scienze Motorie (le Sessioni). Sono membri dell'AONI appassionati di sport, ex atleti, tecnici, dirigenti, studiosi e intellettuali, scelti dall'Accademia per meriti acquisiti nel campo dello sport, della cultura, degli studi e delle ricerche sulla storia dello sport e dell'Olimpismo.
Attuale presidente è Mauro Checcoli, Vicepresidente Rossella Frasca, Segretario Generale Ugo Ristori.